# Boissei-la-Lande

Boissei-la-Lande este o comună în departamentul Orne, Franța. În 1 ianuarie 2022 avea o populație de 109 de locuitori.